# 羽根田陽一
羽根田 陽一（はねだ よういち、1968年8月27日 - ）は、日本の俳優、声優。身長176cm。体重72kg。血液型O型。俳優養成所「夏アクターズスタジオ」第1期生、夏木プロダクションを経て、プロダクション・タンク所属。埼玉県出身。

## 出演

### 映画
- 劇場版 仮面ライダー555 パラダイス・ロスト（2003年）
- コンクリート（2004年） - 特別出演
- 不撓不屈（2006年）

### テレビドラマ
- 相棒
  - 相棒 Season 4 第11話「正月スペシャル 汚れある悪戯」（2006年） - 刑事 役
  - 相棒 Season 6 第5話「裸婦は語る」（2007年） - 救急隊員 役
- あした吹く風
- アスコーマーチ!〜県立明日香工業高校行進曲〜 第6話「送別会」（2011年） - 事務職員 役
- アテンションプリーズ
- 1リットルの涙
- if もしも
- 医龍 -Team Medical Dragon- 2 第4話「絶対殺せない患者」（2007年）
- ウルトラマンメビウス（2006年）
- 女事件記者立花圭子 第4話「悪女が仕掛けた罠」（1992年） - 瀬川明 役
- 女の一代記（土井隆雄）
- 帰ってきた時効警察 第3話「えっ!? 真犯人は霧山くん!?」（2007年）
- 君たちがいて僕がいる
- 緊急取調室（管理人）
- 救命病棟24時スペシャル
- 警視庁鑑識課2・9
- CAとお呼びっ!
- 七人の女弁護士 第1シリーズ 第8話「極道の妻 真夜中の殺人ダイヤル!」（1991年）
- 小京都龍野殺人事件
- 砂時計
- タッチ
- チャンネルα
- 信濃のコロンボ事件ファイル 戸隠伝説殺人事件
- 流れ星お銀!事件解決いたします1 東京 - 気仙沼殺人ルート・積み換えられた謎の死体 子連れ女トラック野郎お銀が暴いた極悪犯人の巧妙なトリック
- 拝啓オグリキャップ様
- 働きマン 第3話「いつか勝負をかけるぞマン」（2007年）
- 87%
- ファイト
- ブライダルコーディネーターの事件簿w
- プロポーズ大作戦
- ヴォイス〜命なき者の声〜
- 元カレ
- 夜行観覧車
- ゆずれない夜
- 世にも奇妙な物語・「ゴミが捨てられない」（1990年）
- ラブ・アゲイン
- ランナウェイ〜愛する君のために
- 量刑

### バラエティー番組
- 新トーキョー人の選択
- びっくり鶴見川流域大冒険
- 美の巨人たち

### Vシネマ
- ファッションヘルス物語（1991年）
- どチンピラ6（1994年）
- パチンコ軍団 梁山泊2（1999年）
- サギ師一平2（2000年）

### ラジオ
- 青春アドベンチャー「聖杯伝説」

### CM
- 小田急ロマンスカー
- DODA

### PV
- 国税庁
- 国土交通省
- 東京証券取引所
- ピープルソフト
- 法務省

### 吹き替え
- WITHOUT A TRACE/FBI 失踪者を追え!
- クローザー
- ザ・ボディガード
- ヒューマン・ターゲット
- レジェンド・オブ・サンダーII